# بوب ويلسون (مقدم تلفزيوني)
بوب ويلسون هو مقدم تلفزيوني كندي، ولد في 1928 في غراند براري في كندا.